# Grindstugan (Drottningholm)

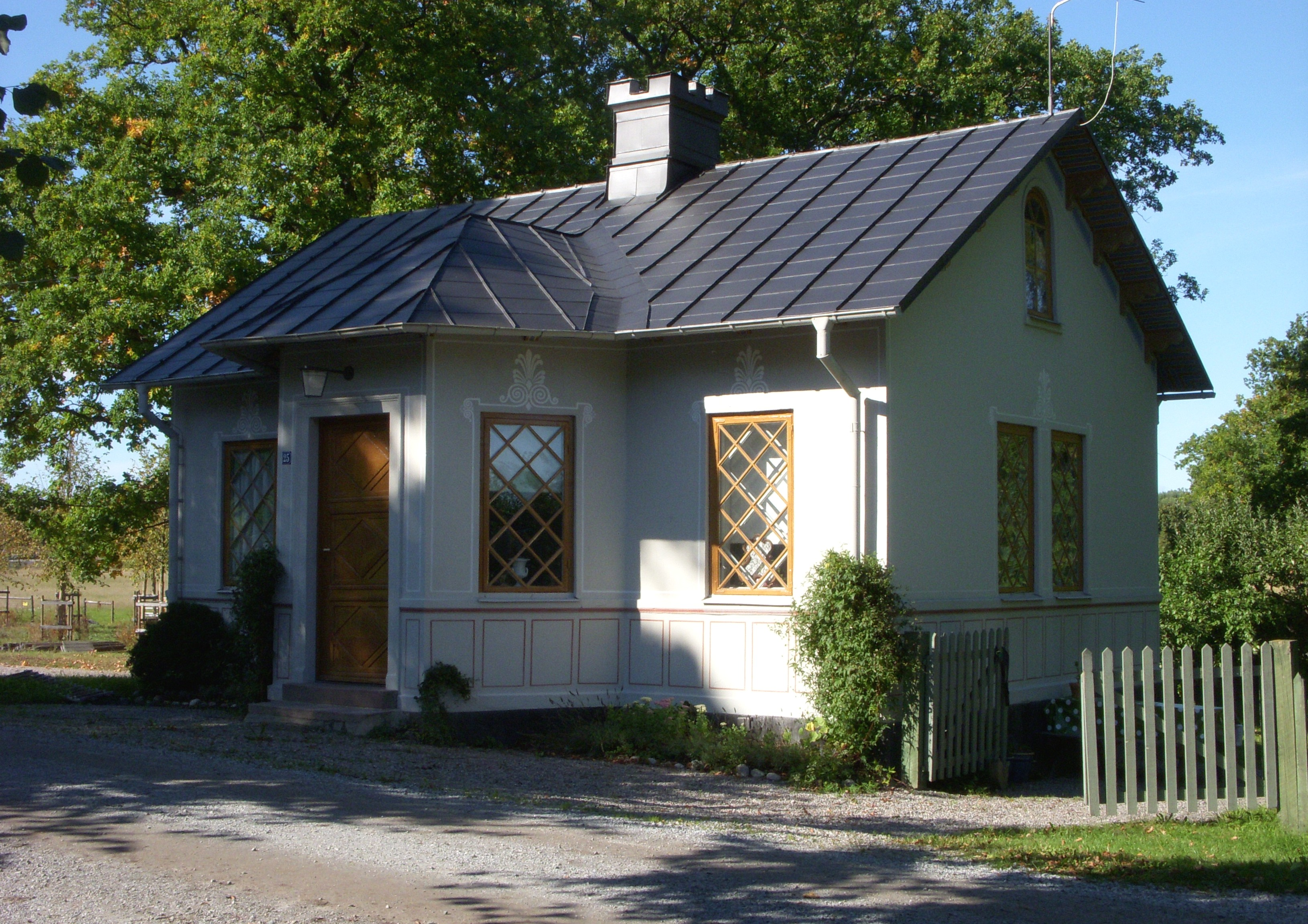
La casa appena dipinta

Grindstugan (chiamata anche Bomstugan) era un edificio con la funzione di corpo di guardia del Castello di Drottningholm Lovön, Stoccolma. 

## Storia
L'edificio fu costruito tra il 1846 e il 1847 secondo i progetti dell'architetto Per Axel Nyström ed è Patrimonio mondiale dell'UNESCO dal 1991. L'edificio è un monumento di Stato gestito dal National Property Board.
L'architetto ha progettato la struttura in modo che internamente fosse composta da una camera ed una cucina mentre all'esterno è dotata di finestre con vetri disposti in diagonale, grondaie dipinte in modo decorativo e un comignolo merlato che la fa assomigliare ad una piccola torre di difesa. La zona sporgente sopra l'ingresso permetteva di sorvegliare la strada. Il cottage è stato restaurato nel 1990, quando l'esterno ha riacquistato il suo aspetto originale. La facciata invece è stata restaurata nel settembre 2011.

## Galleria d'immagini

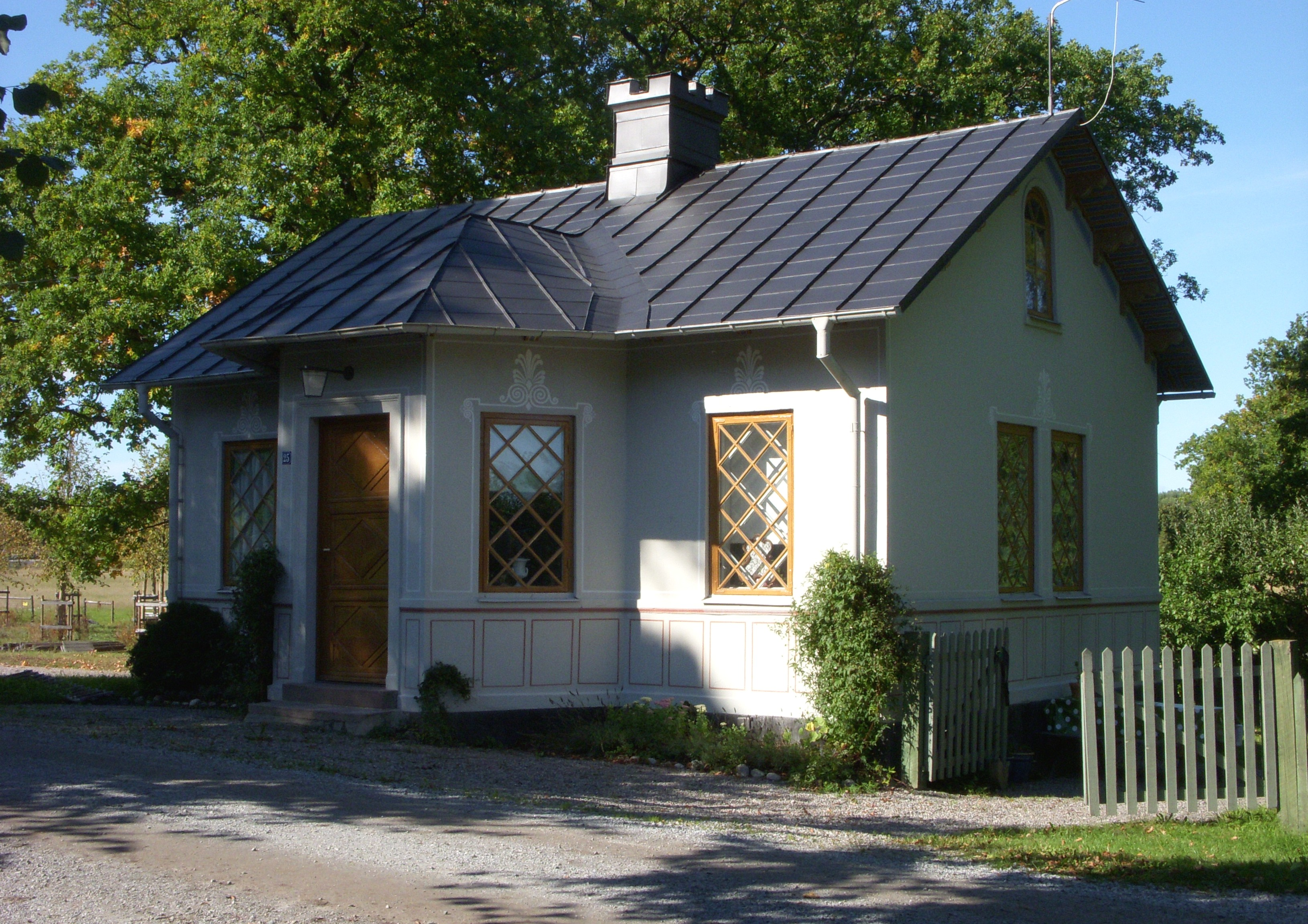
La casa
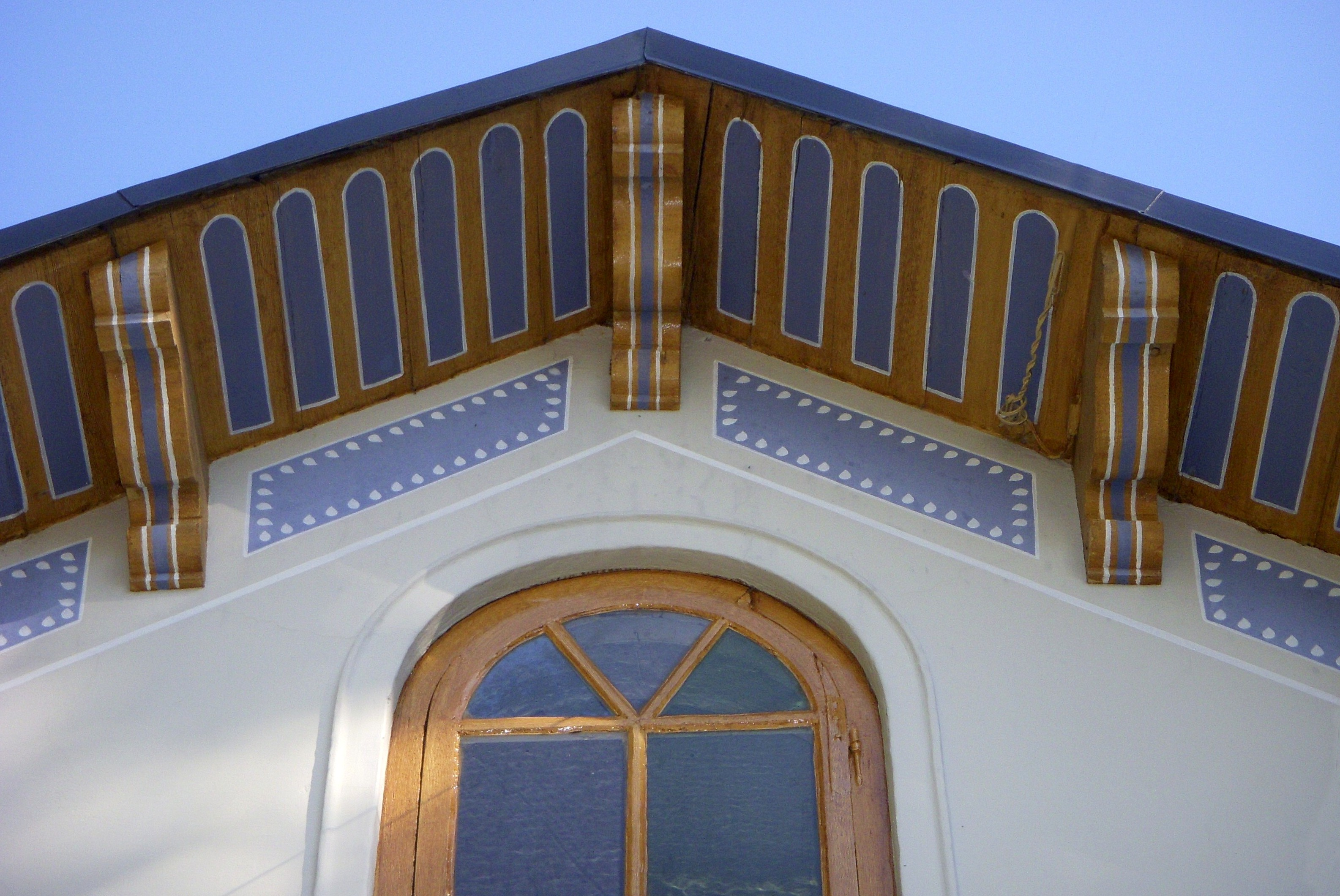
Il sottotetto dipinto
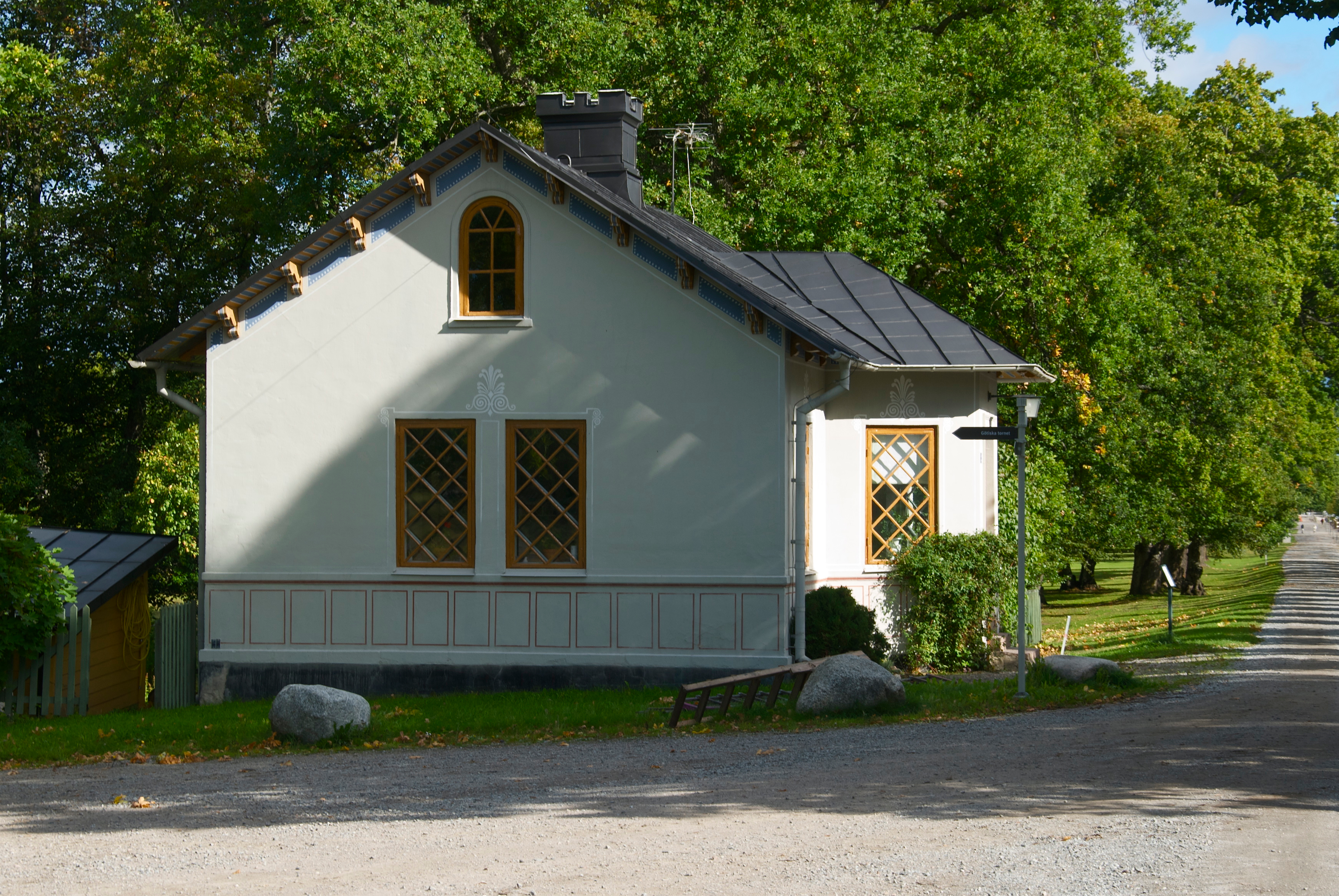
Vista da lontano